# Eutelia resoluta
Eutelia resoluta là một loài bướm đêm trong họ Noctuidae.